# لاس ونتاس
لاس ونتاس (انگلیسی: Las Ventas) یک میدان گاوبازی معروف در مادرید، اسپانیا است.
این مجموعه که در محله گیندالرا منطقه سالامانکا واقع شده، در ۱۷ ژوئن ۱۹۳۱ افتتاح شده و دارای ۲۳٬۷۹۸ نفر ظرفیت است. از دیگر کاربری‌های این میدان گاوبازی استفاده برای مسابقات تنیس، برگزاری کنسرت موسیقی و تئاتر است.

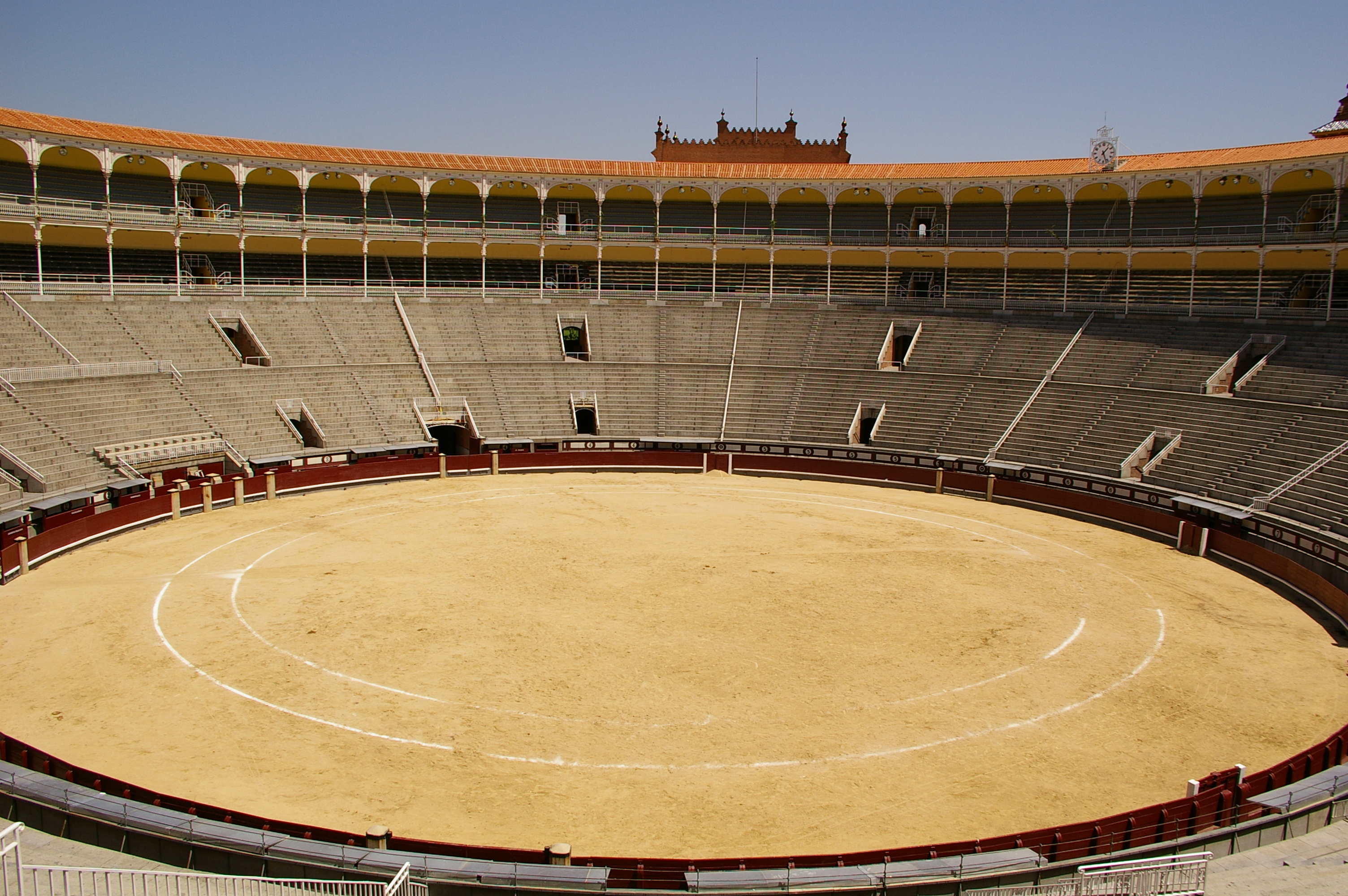
نمایی از داخل